# Первая англо-голландская война
Первая англо-голландская война (англ. First Anglo-Dutch War; нидерл. Eerste Engels-Nederlandse Oorlog) — первая из англо-нидерландских войн XVII века, которая велась в период 1652—1654 годов. Боевые действия, начавшиеся вследствие неразрешимых торговых противоречий между бывшими союзными государствами, привели к вооружённому конфликту, итогом которого стало поражение Нидерландов и принятие ими кромвелевского Навигационного акта.

Война во многом способствовала становлению английского флота — именно в ходе неё были впервые разработаны и применены на практике постулаты линейной тактики, а также осознана важность отделения военного флота от торгового. В перспективе это обеспечило Англии превосходство на морях. Для Нидерландов поражение было больше унизительным, чем сокрушительным, и нерешённые противоречия в итоге повлекли за собой вторую и третью англо-голландские войны, в которых голландский военный флот представлял собой уже более существенную силу.

## Причины войны
Причиной войны было нараставшее военно-морское и торговое соперничество двух государств. Нидерландские купцы торговали практически по всей Европе, что мешало торговле других государств. Торговый оборот Нидерландов превосходил оборот Англии в пять раз. Нидерландский рыбный промысел во столько же раз превосходил английский до 1636 года, когда Карл I изгнал нидерландскую рыболовную флотилию из трёх тысяч судов, занимавшуюся сельдяным промыслом у самого английского берега.
К причинам войны надо прибавить также следующее
1. Победа Тромпа над испанцами на Даунском рейде, в английских водах, оставила глубокую обиду в сердцах англичан
2. Гордая своим морским могуществом английская нация не могла отнестись равнодушно к успехам нидерландцев в борьбе с дюнкеркскими корсарами.

Всё это привело к принятию 9 октября 1651 года Кромвелем Навигационного акта, согласно которому торговля с Англией разрешалась только на английских судах или на судах государств, из которых этот товар вывозился, причём в последнем случае эти суда должны были идти прямо в Англию, без захода в какие-либо промежуточные порты. Командиры и по крайней мере три четверти команды должны были быть англичанами. Суда, не соблюдающие этого акта, подлежали конфискации. В таком же роде были постановления, касающиеся торговли с колониями и рыбного промысла.
Помимо этого англичане восстановили дерзкое требование прежних времён (эдикт короля Иоанна 1202 года), чтобы в английских водах все суда спускали свои флаги перед английским флагом. И кроме того, на основании навигационного акта английское правительство начало выдавать частным судам каперские свидетельства, чтобы получать удовлетворение за свои мнимые убытки. Английские каперы начали повсюду захватывать нидерландские суда, что, конечно, вызывало со стороны Нидерландов ответные меры, поскольку данные действия наносили громадный вред нидерландской торговле.

## Первый год войны, 1652
Флоты противников незначительно различались по силе. У голландцев было больше военных кораблей, но английские корабли были вооружены более тяжёлой артиллерией. Обе стороны прибегали к усилению военного флота вооружёнными коммерческими кораблями. Слабой стороной Голландии была огромная численность её коммерческого флота, который требовал защиты и давал её противникам возможность захватывать богатую добычу, тогда как голландцам эта возможность представлялась в значительно меньшей мере. К тому же географическое положение Англии было очень выгодное, так как все морские пути в Голландию шли мимо английских берегов. Поэтому Голландия, как относительно более слабая на море, заняла с самого начала войны оборонительное положение, тогда как Англия сразу начала действовать наступательно.
Весной 1652 года в Лондоне между английским правительством и голландскими послами шли ещё переговоры, но война была уже неминуема, так как причина (конкуренция в торговле) была неустранима, а предлог найти было нетрудно. В Английском канале у Дувра крейсировала голландская эскадра из 42 кораблей под командованием адмирала Тромпа, задача которого была охранять возвращавшиеся в Голландию торговые суда на случай нападения на них англичан. Англичане имели в море только два небольших отряда — 9 кораблей под командованием Бёрна в Даунсе, внешнем рейде порта Диль (Downs, Deal), и 8 кораблей под командованием «морского генерала» Роберта Блейка в Ри (Rye). Остальной английский флот, около 60 кораблей, находился ещё в Темзе. Кроме того, адмирал Эскью с несколькими судами находился в Вест-Индии.
29 мая Тромп появился перед Дувром, где стал на якорь и объяснил, что он принуждён был подойти к английским берегам из-за неблагоприятных ветров. Бёрн потребовал удаления голландцев, и по его извещению из Ри подошёл Блейк. Одним из требований, предъявленных Англии к Голландии во время переговоров, было признание английского флота хозяином морей, омывающих Англию, в знак чего голландские корабли при встрече с английскими должны были первыми салютовать им приспусканием флага. Теперь Блейк, проходя со своим кораблём мимо корабля Тромпа, сделал три предупредительных выстрела, требуя салюта. Тромп ответил огнём целого борта.
Завязался общий бой, в котором англичане, несмотря на больше чем двойное превосходство в числе голландцев, взяли у них два корабля. Темнота разделила противников. Эта стычка и послужила предлогом для начала военных действий.
План англичан всецело был основан на нападении на голландскую промышленность и торговлю. 7 июля Блейк с 39 военными кораблями, 2 брандерами и 18 вооружёнными коммерческими судами вышел из Темзы к северу с приказанием уничтожить голландскую рыболовную флотилию у северо-восточного берега Шотландии (вопрос о праве рыбной ловли был также одной из причин войны), а затем перехватывать те коммерческие голландские суда, которые выберут путь вокруг Шотландии. Эскью, который в это время вернулся из Вест-Индии, получил приказание перейти из Плимута в Даунс для защиты подступов к Темзе, куда он и прибыл 8 июня, и численность его эскадры была доведена до 14 судов, из них половина вооружённых купцов. По усилении его эскадры вооружавшимися в Темзе судами, он должен был опять идти в канал, чтобы перехватывать голландские торговые суда.
Положение Тромпа было превосходно. Противник разбросал свои силы в погоне за второстепенными целями, а у него было 32 военных корабля, 6 брандеров и 54 вооружённых купца. Кроме того, от возвращавшихся из Лондона после прекращения переговоров послов он узнал о слабом составе эскадры Эскью. Он мог разбить противника по частям. Однако попытка нападения на Эскью не удалась, так как тот стоял очень близко к берегу, под защитой сильных береговых укреплений, и направление ветра не благоприятствовало нападению. Поэтому Тромп погнался за Блейком, который в это время успел разогнать рыболовную флотилию, забрав около 100 её судов и все 13 небольших фрегатов, которые её охраняли, и уже перешёл к Шетландским островам для выполнения второй своей задачи. Здесь Тромп настиг его 5 августа, но до боя дело не дошло, так как задул жестокий шторм от северо-запада, причём английский флот успел укрыться под берегом, а голландский серьёзно пострадал. Только с 39 судами Тромп вернулся в Голландию, остальные или затонули, или были повреждены и разбросаны, и возвратились поодиночке только в сентябре. Тромп был сменён. Его место занял Витте де Витт, а в помощники ему был назначен знаменитый, хотя тогда ещё не очень известный, Михил де Рюйтер.
Только 28 июля была официально объявлена война. Обе стороны продолжали держаться того же образа действий — нападения на торговлю со стороны англичан и защиты её со стороны голландцев. В особенности для англичан преследование этой второстепенной цели было ошибочно, так как их эскадры, хотя и уступали по численности голландским, но были сильнее и в их составе было гораздо больше настоящих военных судов. Это давало англичанам большое преимущество в бою, что и проявилось в стычке перед Дувром 29 мая.
Эскью с 52 военными кораблями в это время перешёл в Плимут, а Блейк находился у восточного берега Англии. 21 августа Рюйтер с 30 военными судами вышел в море, имея задачей провести через Английский канал в море караван из 60 коммерческих судов. Около 20 из этих судов были вооружены и могли усилить эскадру Рюйтера. 26 августа Эскью около Плимута преградил ему путь и произошёл бой, последствием которого было отступление Эскью в Плимут. Проведя караван в море, Рюйтер хотел напасть на Эскью в Плимуте, но этому помешал ветер.
Рюйтер крейсировал до конца сентября в западной части Английского канала, обеспечивая таким образом свободу движения коммерческих судов, но, когда он получил известие, что Блейк вышел в море с главными силами английского флота, он отступил к голландским берегам, и 2 октября между Дюнкирхеном и Ньюпортом соединился с де Виттом. Блейк не успел помешать этому соединению. Де Витт имел 64 корабля, а Блейк — 68. 8 октября произошло сражение при Кентиш-Нок (недалеко от Ньюпорта, у мели Кентиш-Нок), причём англичане взяли верх; но, хотя они в ночь после боя получили подкрепление из 16 кораблей из эскадры Эскью, англичане не решились преследовать де Витта, опасаясь мелей у голландских берегов. В расчёте, что побеждённый голландский флот не в состоянии будет выйти скоро в море, англичане опять разбросали свои силы. 18 кораблей было послано в Зунд, так как возникли недоразумения с Данией, которая помогала Голландии, конвоируя её торговые суда; 12 кораблей находились в Плимуте, 20 кораблей конвоировали торговые суда, многие корабли чинились в Темзе, и сам Блейк находился в Даунсе всего только с 37 судами.
Между тем голландцы энергично работали над восстановлением флота и к декабрю собрали эскадру из 73 судов, большинство которых были вооружённые торговые корабли. Поскольку перенёсший нервный срыв после Кентиш-Нок де Витт подал в отставку, командование флотом было возвращено Тромпу, которому была поставлена задача провести через Английский канал в океан караван из 300 коммерческих судов, после чего провести в Голландию собравшиеся у острова Ре торговые корабли, возвращавшиеся из колоний. Так как англичане захватывали в канале во множестве одиночные торговые суда, последним было приказано собираться в караваны, которые предполагалось проводить под конвоем сильных эскадр. Узнав о разделении английских морских сил, Тромп оставил караван у голландских берегов, направился к Даунсу и внезапно появился перед Блейком 9 декабря. Блейк не мог остаться на якоре, так как не озаботился, как это сделал в июле Эскью, сооружением береговых батарей, а встречный ветер мешал ему отступить в Темзу. Вынужденный принять бой, Блейк был 10 декабря разбит, а Тромп беспрепятственно вывел свой караван в океан и в продолжение нескольких недель владел водами Английского канала.

## Второй год войны, 1653
Пока «морские генералы» Блейк, Дин и Монк занимались разбором ошибок и разработкой новых тактик, которые впоследствии лягут в основу линейной тактики, англичане энергично приступили к сбору своих судов и вооружению новых. Уже в середине февраля Блейк с 70 судами был готов к выходу в море. Его задачей было не позволить Тромпу провести караван около острова Ре. У Тромпа было 80 более слабых судов, и его сильно стеснял караван из 250 торговых кораблей. 28 февраля 1653 года противники встретились у Портленда. Бой продолжался 3 дня. Голландцы потеряли 12 кораблей и около 39 торговых судов, а англичане только один корабль. Несмотря на это, Тромпу удалось достигнуть цели и привести свой караван в Голландию, так что результат сражения остался неопределённым.
Военные действия имели место и в Средиземном море. С 1650 года англичане имели там эскадру для охраны торговых судов от пиратов. В 1652 году эта эскадра состояла всего из 6 военных кораблей и 2 вооружённых коммерческих судов, тогда как голландцы имели там около 30 судов, хотя и гораздо более слабых. Один из английских отрядов был заблокирован голландцами в Ливорно, а другому после сражения у острова Монте-Кристо удалось прорваться на остров Эльбу, где он тоже был заблокирован.
Поражение англичан при Дувре отозвалось на положении дел в Средиземном море. Герцог Тосканский под давлением голландцев потребовал выхода английских отрядов из Ливорно и с острова Эльбы. 14 марта Бэдилей, находившийся на Эльбе, корабли которого были гораздо сильнее голландских, вышел с целью отвлечь на себя внимание противника и дать возможность выйти из Ливорно более слабому Аппльтону. Голландцы поддались на эту удочку и пошли за Бэдилеем, но Аппльтон вышел слишком рано, и голландцы успели наброситься на него со всеми силами. Произошло сражение при Ливорно, в котором почти весь отряд Аппльтона был уничтожен, а Бэдилея голландцы не преследовали. В мае Бэдилей получил приказание покинуть Средиземное море, которое англичане считали невозможным удержать за собой.
После Портлендского сражения противники приступили к новым вооружениям и постройкам военных кораблей, так как предыдущие бои показали слабость кораблей, переделанных из торговых. Голландское правительство запретило своим подданным рыбную ловлю у берегов Гренландии, чтобы облегчить набор экипажей и освободить флот от необходимости защищать рыбаков. Тромп правильно настаивал на отказе от защиты торговли, имея в виду обратить все усилия на то, чтобы сломить морскую силу англичан. Однако в начале мая 1653 года, несмотря и на то, что новые корабли ещё не были готовы, голландское правительство потребовало, чтобы Тромп вывел в океан вокруг Шотландии 200 торговых судов, шедших в Испанию и во Францию, и привёл собравшиеся на севере Шотландии торговые суда, возвращавшиеся в Голландию. Это было очень рискованно, но, к счастью для голландцев, затея удалась.
Английский флот под командованием Монка и Дина получил об этом известие, подошёл к голландским берегам, чтобы захватить караван, и 15 мая был всего в нескольких милях от Тромпа, но вследствие тумана его не видел. Также случайно англичане не встретились с ним, когда он в конце мая шёл назад, они держались у голландских берегов.
По возвращении Тромп собрал все свои силы и с 98 кораблями и 6 брандерами вышел в море с единственной задачей — найти английский флот и дать ему генеральное сражение. К этому стремились и англичане, силы которых состояли из 100 кораблей и 5 брандеров, причём опять корабли их были больше, сильнее вооружены, и в состав их флота входило меньшее число вооружённых торговых судов. Кроме того, англичане впервые планировали применить разработанную ими прошедшей зимой линейную тактику. 12 июня состоялось сражение при Габбарде у Нортфореланда. Бой продолжался два дня, Тромп был разбит, и флот его укрылся в Текселе и Виллингене. Английский флот, несмотря на смерть генерала Дина, пострадал так мало и так хорошо был снабжён, что не вернулся в свои базы, а заблокировал голландское побережье, заняв позицию между Текселем и Виллингеном.
Именно теперь голландская морская торговля и рыбная ловля прекратились совсем. Соединённые провинции начали нести огромные убытки. С редкой энергией голландцы чинили свои корабли и вооружали новые суда. 3 августа Тромп вышел из Виллингена с 90 кораблями и 5 брандерами. Его задача была соединиться с эскадрой Витте де Витта, находившегося в Текселе с 27 кораблями и 4 брандерами, что ему и удалось 9 августа на виду английского флота.
10 августа произошёл решительный бой у Схевенингена, в котором голландский флот снова потерпел поражение, а Тромп был убит. Тем не менее, англичане были также настолько повреждены, что вынуждены были вернуться к своим берегам, и голландская морская торговля могла продолжаться; военные флоты противников были настолько ослаблены, что не были в состоянии в этом году приступить к каким-либо серьёзным операциям.

## Третий год войны, 1654
Крупных боевых столкновений в этом году не произошло. Обе стороны были слишком истощены для продолжения конфликта, и 15 апреля 1654 года был заключён Вестминстерский мир, по которому Голландия вынуждена была признать Навигационный Акт. Кроме того, Актом об устранении Кромвель обеспечил невозможность становления штатгальтером Вильгельма Оранского. Война эта характеризуется тем, что оба флота, начав с преследования второстепенных целей — нападения на торговлю и её защиты — силой обстоятельств были приведены к сосредоточению сил для борьбы за обладание морем, то есть к правильной военной стратегии.